# Castelo Branco (Safita)
O Castelo Branco (em francês: Chastel Blanc; em árabe: برج صافيتا‎; romaniz.: Burj Safita) foi um castelo cruzado, hoje somente representado por uma de suas torres, situado na vila de Safita, entre Tortosa e Trípoli, na Síria.